# إميليانو بريينزا
إميليانو بريينزا (بالإسبانية: Emiliano Brienza)‏ هو لاعب كرة قدم مكسيكي وكندي في مركز الهجوم، ولد في 9 مايو 2002 في بويرتو فالارتا في المكسيك.

## وصلات خارجية
- إميليانو بريينزا على موقع الدوري الأمريكي (الإنجليزية)
- إميليانو بريينزا على موقع قاعدة بيانات كرة القدم.إي يو (الإنجليزية)